# Кулики (Добровский район)
Кулики — упразднённая деревня в Добровском районе Липецкой области России. На момент упразднения входила в состав Волченского сельсовета. Исключена из учётных данных в 2001 г.

## География
Деревня находилась в лесостепной зоне, в истоке одного из притоков реки Раковая Ряса, на расстоянии примерно 2,1 километра (по прямой) к северо-западу от села Волчье, административного центра сельского поселения.

## История
Деревня упразднена постановлением главы администрации Липецкой области от 09 июля 2001 года № 110.